# 卡爾文·墨菲
卡爾文·墨菲（英語：Calvin Murphy，1948年5月9日—），美國前職業籃球运动员，從1970年-1983年間在休斯敦火箭擔任控球後衛。他是休斯頓火箭隊轉播團隊的前成員，他也是ESPN電台的《卡爾文·墨菲秀》的主持人。卡爾文·墨菲身高5英尺9英寸（1.75米），於1993年入選籃球名人堂。